# 신여자
《신여자》(新女子) 지는 1920년 2월에 김일엽에 의해 창간된 한국의 초기 여성잡지의 하나이다. 부인의 가정생활, 요리, 음식 외에도 여자의 성 문제와 여자의 인권을 주장하였고, 여자도 남자와 똑같은 인간이라는 점을 강조하는 글과 여자 교육의 필요성을 역설한 계몽주의 칼럼과 글이 기고되었다.
필진은 김일엽, 나혜석, 김명순, 박인덕 등이었다. 그러나 신여자지는 여성에 의해 만들어진 최초의 여성잡지였지만 재정난의 악화로 총 4권으로 폐간하고 만다. 신여자지는 5호를 예고한 채 4호로 끝났으나 여성 지식인들에게 영향을 주어, 신여성이란 유행어를 만들어내기도 했다.

## 같이 보기
- 신여성
- 신가정
- 김일엽
- 김명순
- 나혜석
- 박인덕
- 이광수
- 정칠성
- 황신덕